# 廣東公立醫科大學
廣東公立醫科大學，簡稱廣東醫大，是民國時期的一所醫科大學，也是國立廣東大學的四大組成學校之一，以及當今中山大學、國立中山大學的前身學校。

## 沿革
- 1909年，广东公立医学堂创建
- 1915年，更名为广东公医医学专门学校
- 1925年，升格为广东公立医科大学，同年併入國立廣東大學

## 外部連結
- 民国时期的五所中山大学[永久]